# Le armi e l'uomo
Le armi e l'uomo (Helden) è un film del 1958 diretto da Franz Peter Wirth, tratto dall'omonimia commedia di George Bernard Shaw. Il film fu presentato in concorso al Festival di Cannes 1959 e nominato all'Oscar al miglior film straniero.

## Trama
Bulgaria, 1885. Durante la guerra serbo-bulgara, il capitano Bluntschli, mercenario svizzero che combatte al soldo dei Serbi, si trova in difficoltà con la sua truppa perché gli sono state consegnate delle munizioni sbagliate. Costretto a scappare, trova rifugio in una casa in un villaggio bulgaro. Qui abita Raina, figlia del maggiore Petkoff. Raina, promessa sposa proprio a Sergius, tenente che aveva sconfitto Bluntschli in battaglia, si trova combattuta fra il sentimento patriottico, che la spingerebbe a trattare il fuggitivo come nemico, e il sentimento umano che la spinge a dargli ospitalità: il capitano vince le sue resistenze e ne conquista le attenzioni, tanto che Raina rivela anche alla madre la presenza dell'intruso. Nei giorni successivi, malgrado sia ripartito presto per proseguire la sua fuga, Raina continua a pensare a lui.
Anche dopo il ritorno di Sergius alla fine della guerra, Raina non fa che vivere con il ricordo del capitano e, quando questi si rifà vivo per ringraziarla per averlo salvato, viene accolto con grande simpatia anche da suo padre ed è costretto ad accettare l'ospitalità della famiglia per qualche giorno. Sergius finisce con lo scoprire i veri sentimenti della fidanzata e, nonostante abbia già rivolto le sue attenzioni all'attraente Louca, gonfio di gelosia sfida Bluntschli a duello con la spada. Quest'ultimo riesce a prevalere sull'avversario e intanto arriva dalla Svizzera un telegramma in cui gli viene comunicato l'arrivo di una cospicua eredità: non gli resta che chiedere al maggiore Petkoff la mano di sua figlia.